# 토니 댄자
토니 댄자(Tony Danza, 1950년 4월 21일 ~ )는 미국의 배우이자 전직 권투 선수이다.